# ミスティルテイン

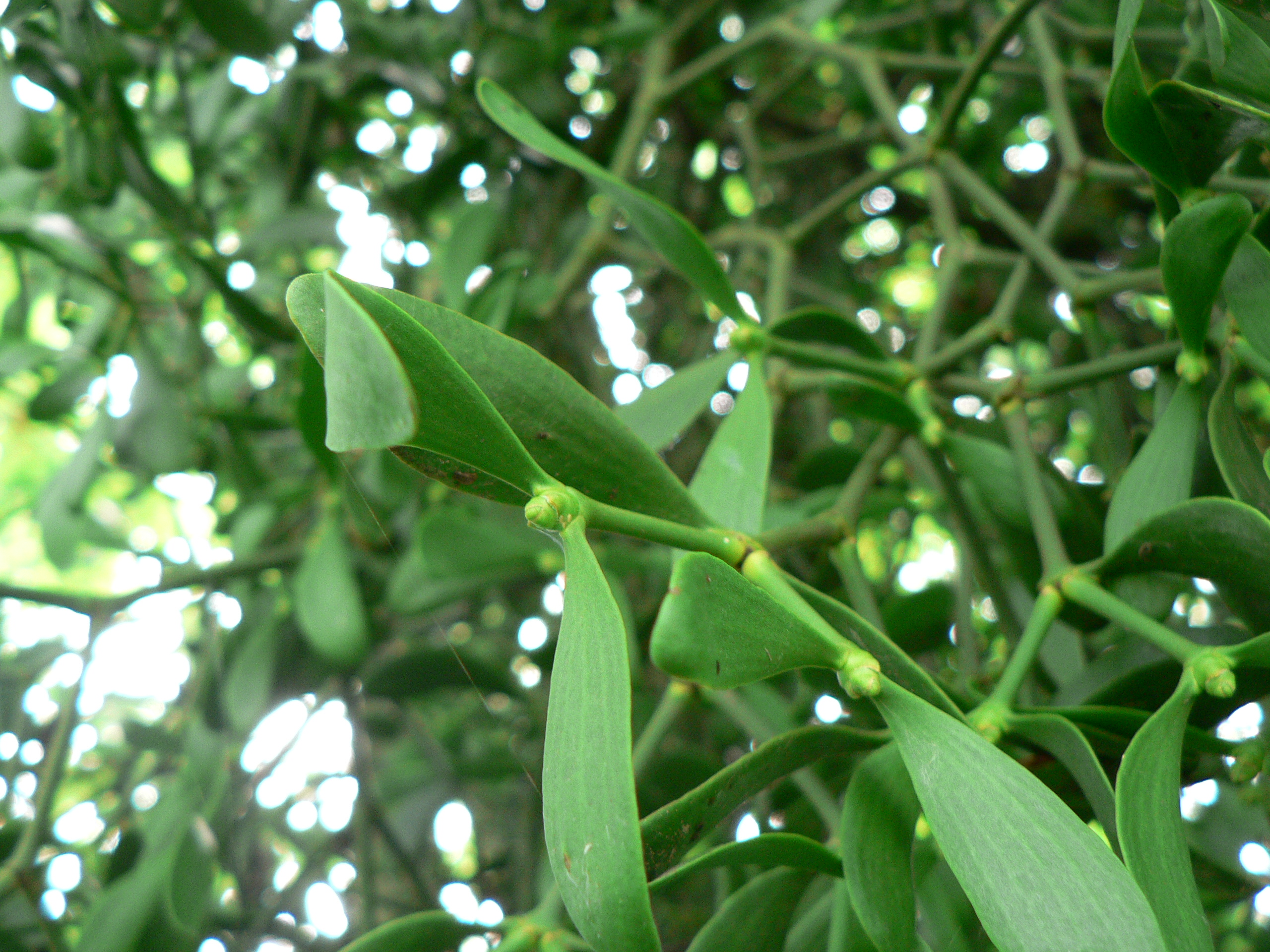
ヤドリギの枝

ミスティルテイン（古ノルド語・アイスランド語: Mistilteinn、スウェーデン語・デンマーク語: Mistelten、ノルウェー語: Misteltein）は、ヤドリギを意味する。ミストルティンとも呼ばれる。北欧の伝承には、その名で呼ばれるアイテムが2つ登場する。

## バルドルの死
北欧神話では、バルドルを死に至らしめたアイテムとして登場する。
バルドルはある日、死を予言する夢を見た。それを聞いた母フリッグは、万物に対し、決してバルドルに危害を加えないという誓いを立てさせた。
ただし、ヴァルハラの西に生えていたヤドリギ（ミスティルテイン）の新芽だけは、あまりに非力でその必要がないと思い、誓いを立てさせなかった。さらにフリッグはそのことをロキに漏らしてしまった。
ロキはバルドルの盲目の弟ヘズを騙して、ヤドリギをバルドルに向かって投げさせた。矢となったヤドリギがバルドルを貫き、バルドルは絶命した。

## フロームンド・グリプスソンのサガ
『フロームンド・グリプスソンのサガ』 (Hromundar saga Gripssonar) では、デンマークの英雄フロームンドが、墓所の中で亡霊の王と戦って、剣「ミスティルテイン」を手に入れた。彼はこの剣をふるって、フンディング殺しのヘルギの生まれ変わりであるハッディンギャルの勇士ヘルギとの戦いに勝利した。
また、敵の姦策によって一度氷海の底に沈められたが、のちに漁師が吊り上げた大魚の腹から発見され、再びフロームンドの手に渡ったという。